# Ладвинское сельское поселение
Ла́двинское се́льское поселе́ние — муниципальное образование в Прионежском районе Республики Карелия Российской Федерации. Центр поселения — посёлок Ладва.

## Население
| 2006  | 2009  | 2010  | 2012  | 2013  | 2014  | 2015  |
| ----- | ----- | ----- | ----- | ----- | ----- | ----- |
| 2719  | ↘2708 | ↘2265 | ↗2274 | ↘2235 | ↗2241 | ↘2182 |
| 2016  | 2017  | 2018  | 2019  | 2020  | 2021  | 2023  |
| ↘2178 | ↘2139 | ↘2116 | ↘2059 | ↘2026 | ↗2031 | ↘1981 |

## Населённые пункты
В сельское поселение входят 2 населённых пункта:
| № | Населённый пункт | Тип населённого пункта | Население |
| - | ---------------- | ---------------------- | --------- |
| 1 | Ладва            | посёлок                | ↘2132     |
| 2 | Пухта            | посёлок                | ↘103      |